# Linghai
Koordinaten: 41° 8′ N, 121° 15′ O
Die Stadt Linghai (chinesisch 凌海市, Pinyin Línghǎi Shì) ist eine kreisfreie Stadt der bezirksfreien Stadt Jinzhou im Südwesten der Provinz Liaoning in der Volksrepublik China. Sie hat eine Fläche von 2.494 km² und zählt 412.513 Einwohner (Stand: Zensus 2020).

## Persönlichkeiten
- Zhao Yudiao (* 1989), Hockeyspielerin